# Lista över rymdstyrelser
Detta är lista över myndigheter som har ansvar för rymdfart.

## Internationella
- FN: United Nations Office for Outer Space Affairs
- Europa: Europeiska rymdorganisationen

## Nord- och Sydamerika
- Argentina: Comisión Nacional de Actividades Espaciales
- Brasilien: Agência Espacial Brasileira
- Kanada: Canadian Space Agency
- Mexiko: Agencia Espacial Mexicana
- Peru: Comisión Nacional de Investigación y Desarrollo Aeroespacial
- USA
  - National Aeronautics and Space Administration (civil rymdfart)
  - Department of Defense (militär rymdfart)

## Afrika
- Algeriet: Agence spatiale algérienne
- Nigeria: National Space Research and Development Agency
- Marocko: Centre royal de télédétection spatiale

## Europa
- Italien: Agenzia Spaziale Italiana
- Rumänien: Agenţia Spaţială Română
- Frankrike: Centre national d'études spatiales
- Danmark: DTU Space
- Tyskland: Deutsches Zentrum für Luft- und Raumfahrt
- Spanien: Instituto Nacional de Técnica Aeroespacial
- Ungern: Magyar Űrkutatási Iroda
- Nederländerna: Stichting RuimteOnderzoek Nederland
- Norge: Norsk Romsenter
- Sverige: Rymdstyrelsen
- Ryssland: Ryska rymdflygstyrelsen
- Ukraina: Ukrainska rymdstyrelsen
- Tjeckien: Česká kosmická kancelář
- Schweiz: Swiss Space Office
- Storbritannien: UK Space Agency

## Asien
- Malaysia: Agensi Angkasa Negara
- Kina: China National Space Administration
- Indien: Indian Space Research Organisation
- Iran: Iranska rymdstyrelsen
- Israel: Israels rymdstyrelse
- Japan: Japan Aerospace Exploration Agency
- Sydkorea: Korea Aerospace Research Institute
- Indonesien: Lembaga Penerbangan dan Antariksa Nasional
- Taiwan: National Space Organization (Taiwan)
- Bangladesh: Space Research and Remote Sensing Organization
- Pakistan: Space and Upper Atmosphere Research Commission
- Thailand: Geo-Informatics and Space Technology Development Agency

## Australien
- Australien: Commonwealth Scientific and Industrial Research Organisation